# Französische Rugby-Union-Meisterschaft 1894/95
Die Saison 1894/95 war die vierte Austragung der französischen Rugby-Union-Meisterschaft (französisch Championnat de France de rugby à XV), der heutigen Top 14.
Es beteiligten sich vier Mannschaften an der Meisterschaft, alle aus Paris und Umgebung. Sie spielten zunächst eine Runde „jeder gegen jeden“. Im Endspiel, das am 17. März 1895 im Vélodrome von Courbevoie stattfand, trafen die Erst- und Zweitplatzierten aufeinander und spielten um den Bouclier de Brennus. Dabei setzte sich Stade Français gegen Olympique Paris durch und errang zum dritten Mal den Meistertitel.

## Vorrunde
|   | Team                  |
| - | --------------------- |
| ? | Stade Français        |
| ? | Olympique Paris       |
| ? | Racing Club de France |
| ? | Cosmopolitan Club     |

## Finale
| 17. März 1895 | Stade Français                                                                                            | 16 : 0        | Olympique Paris | Vélodrome, Courbevoie Zuschauer: 1500 Schiedsrichter: Eugène Duchamps |
| 17. März 1895 | Versuche: Gosset Bouisson Giroux Garcet de Vauresmont Erhöhungen: Garcet de Vauresmont Dropgoals: Buisson | (5:0) Bericht |                 | Vélodrome, Courbevoie Zuschauer: 1500 Schiedsrichter: Eugène Duchamps |

Aufstellungen
Stade Français: C. Bernard, Fernand Bouisson, Louis Dedet, Albert de Joannis, Paulo do Rio Branco, Paul Dumaine, Pierre Garcet de Vauresmont, Auguste Giroux, Antonin Gosset, W. Hadley, Edmond Mamelle, Charles Marcus, Joseph Olivier, Charles Trupel, Frédéric Vernazza
Olympique Paris: Arnold Bideleux, Blin, Jean-Baptiste Charcot, C. d’Este, A. de Martel de Janville, Foster, Jean-Guy Gautier, Constantin Henriquez, Henri Moitessier, Thomas Fuller Potter, Georges Rouard, Georges Siegfried, Alexandre Sienkiewicz, James Thorndike, Henri Yvan